# Jerzy Braun
Jerzy Bronisław Braun, ps. „Bronisław Rogowski” (ur. 1 września 1901 w Dąbrowie Tarnowskiej, zm. 17 października 1975 w Rzymie) – pisarz polski, działacz polityczny, poeta, dramaturg, krytyk literacki, publicysta, scenarzysta, filozof, ideolog narodowo-mesjanistyczny i harcerz. Wydawca pism „Gazeta Literacka” (1926–1934) i „Zet” (1932–1939). Założyciel Towarzystwa Hoëné-Wrońskiego (1934), Komitetu Prasy Młodych (1936) i konspiracyjnej organizacji Unia (1940), działacz Stronnictwa Pracy, przewodniczący Rady Jedności Narodowej od marca 1945, ostatni Delegat Rządu na Kraj w czerwcu 1945. Stryj Kazimierza i Juliusza Braunów oraz Terelizy (Teresy) Braun i Marii Braun-Gałkowskiej, którzy są dziećmi jego młodszego brata – Juliusza.

## Życiorys

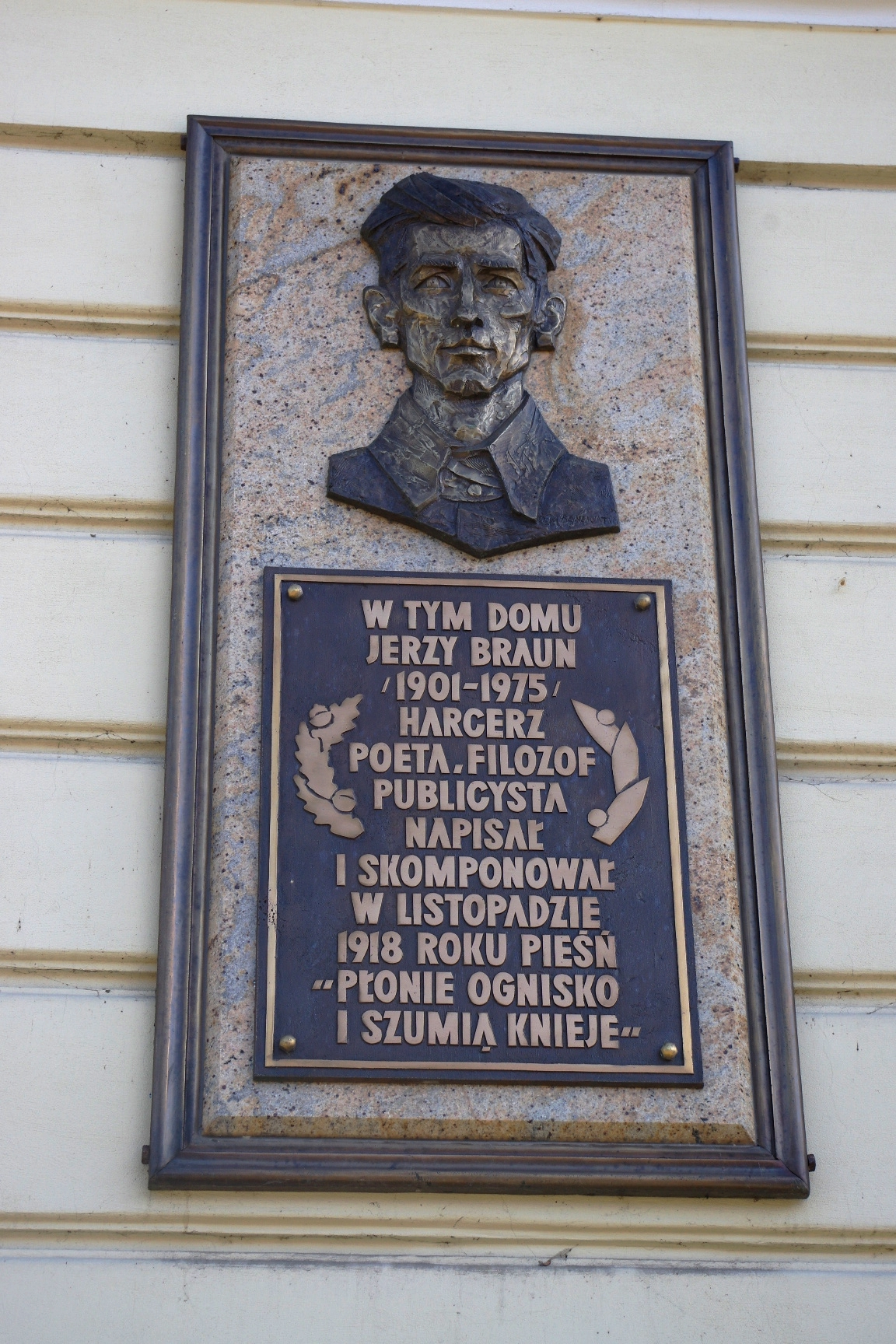
Tablica upamiętniająca pisarza, poetę i polityka Jerzego Brauna na domu, w którym mieszkał przy ul. Narutowicza w Tarnowie

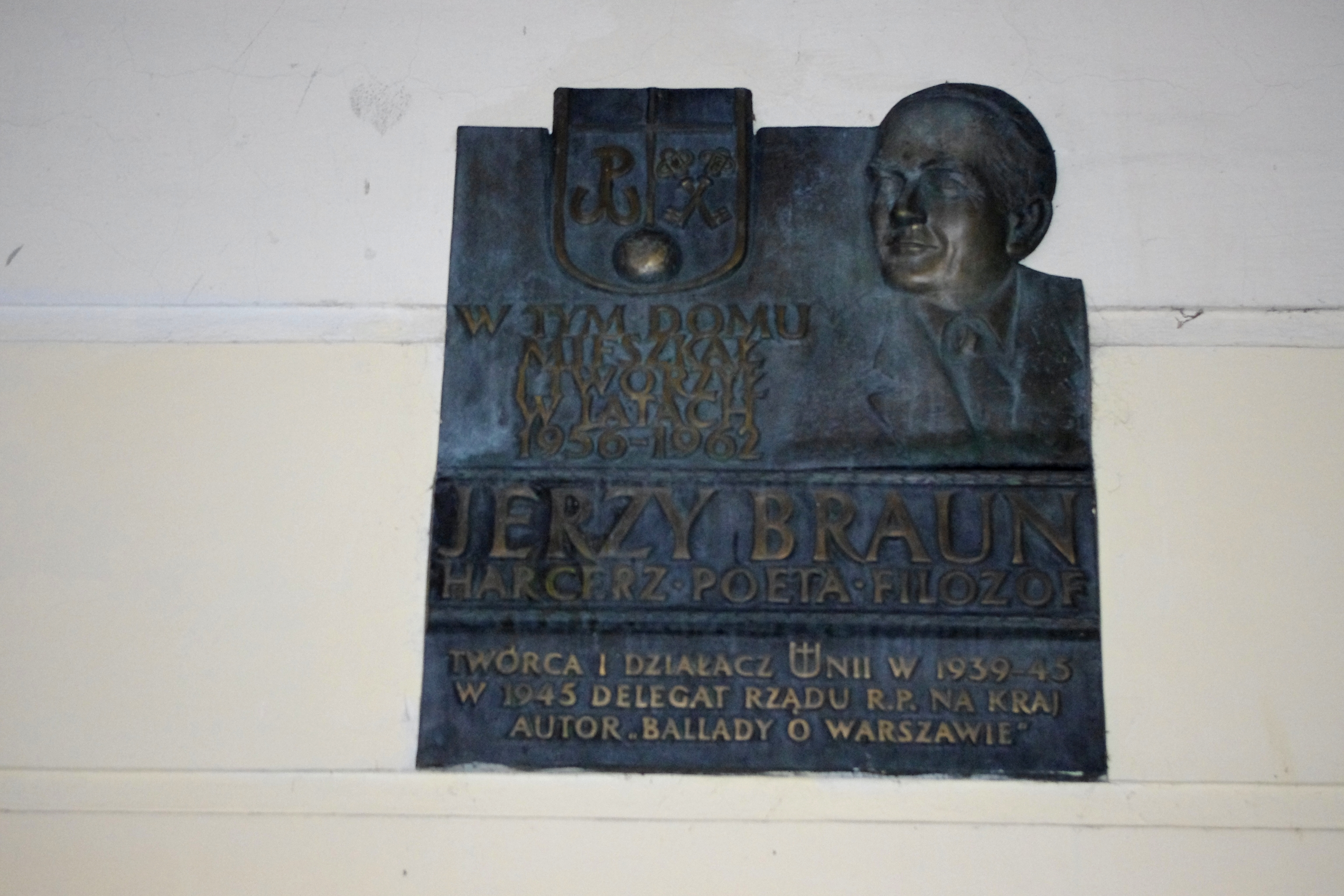
Tablica upamiętniająca Jerzego Brauna na domu w którym mieszkał przy ul. Bonifraterskiej 13 w Warszawie

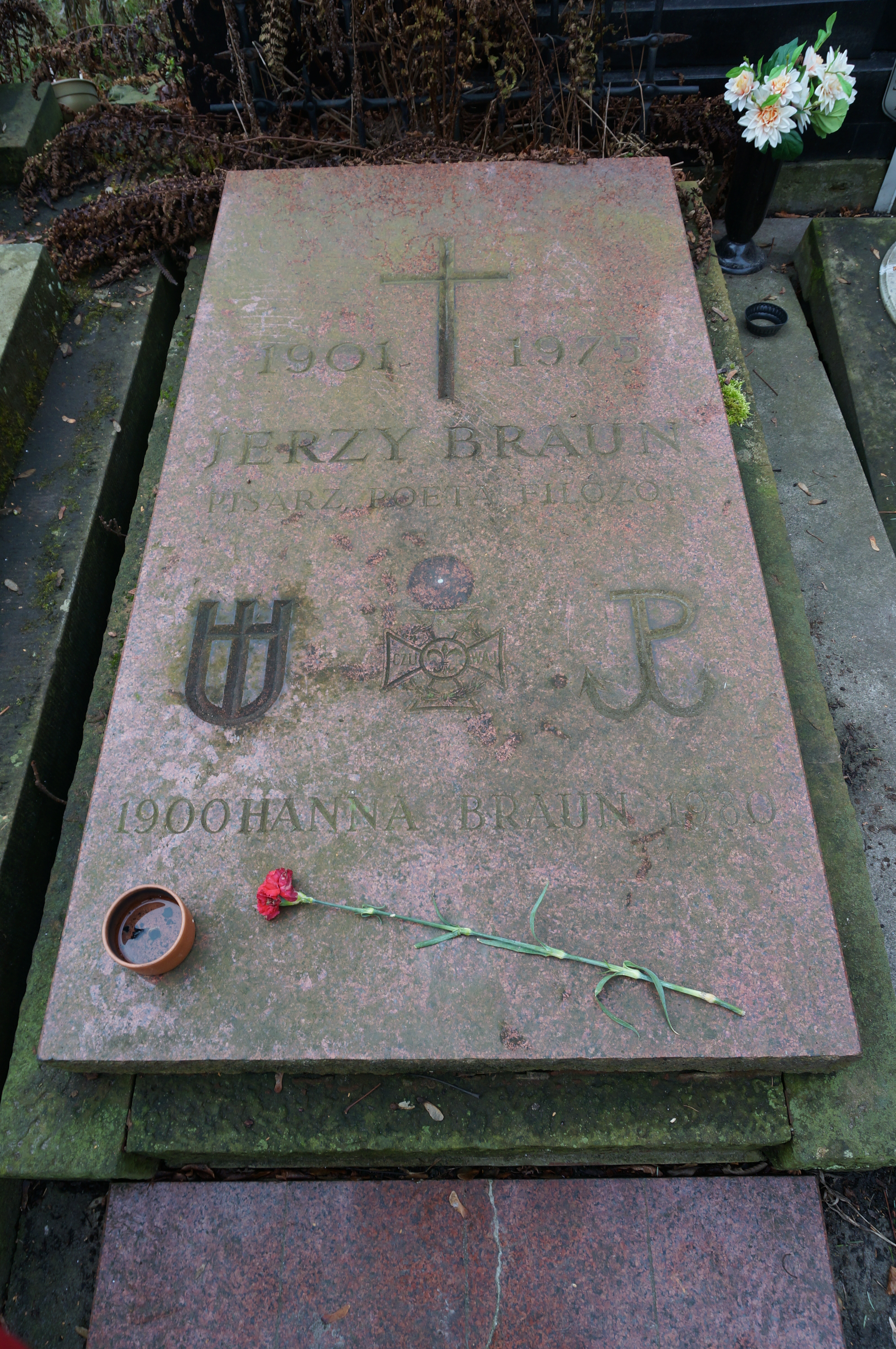
Grób Jerzego Brauna na cmentarzu Powązkowskim

Syn Karola – prezesa Towarzystwa Gimnastycznego „Sokół” w Dąbrowie Tarnowskiej, matka Henryka Braunowa z domu Miller była komendantką Chorągwi Żeńskiej ZHP w Krakowie w latach 1926–1930. Miał braci Kazimierza i Juliusza oraz siostrę Jadwigę.
W Dąbrowie Tarnowskiej ukończył 4-klasową szkołę, a następnie przez rok był uczniem V Gimnazjum w Krakowie. Ukończył II Gimnazjum im. Hetmana Jana Tarnowskiego w Tarnowie.
W okresie gimnazjalnym był członkiem III Drużyny Harcerskiej im. Michała Wołodyjowskiego, napisał wówczas bardzo popularną harcerską pieśń Płonie ognisko i szumią knieje. W 1913 należał do „Związku Wolnych Polaków”. W okresie od 1 listopada 1914 do maja 1915 wraz z rodzicami i rodzeństwem przebywał w Tarnowie. W 1918 wspólnie z harcerzami Adamem Ciołkoszem i Janem Ozimkiem redagował w Tarnowie pismo szkolne „Młodzież Sobie”.
Wziął udział jako ochotnik w wojnie polsko-bolszewickiej. Odmówił wówczas przyjęcia krzyża wojskowego, uważając, że obrona kraju jest jego obowiązkiem. Przerwał również studia polonistyczne na Uniwersytecie Jagiellońskim w Krakowie, które rozpoczął rok wcześniej (w 1919). Ukończył je w 1923. W 1924 ożenił się z Hanną Wachal.
Należał do związanej z UJ grupy literackiej Helion, w 1926 przekształconej w Litart. W latach 1926–1927 był z ramienia Litartu wydawcą i redaktorem jego organu prasowego, krakowskiego miesięcznika „Gazeta Literacka”. Po zakończeniu działalności w 1927 pismo zostało przez Brauna wznowione w 1931 pod patronatem krakowskiego oddziału Związku Zawodowego Literatów Polskich. Pod koniec 1927 Braun wydawał również krótko „Dziennik Pracy”, organ piłsudczykowski w Zagłębiu Dąbrowskim.
Od 1928 pozostawał pod wpływem „filozofii absolutnej” (racjonalizmu kreacjonistycznego) Józefa Marii Hoëné-Wrońskiego, określając się „wrońskistą”. W latach 1932–1939 wydawał w Warszawie dwutygodnik (od 1937 miesięcznik) „Zet”, którego nazwa odwoływała się do zasady „Z” przyjętej w myśli Hoëné-Wrońskiego na oznaczenie Piękna Absolutnego jako „zbiegu celowego” Dobra Absolutnego i Prawdy Absolutnej (zasad „X” i „Y”). W 1934 „Zet” wchłonął krakowską „Gazetę Literacką”. W jednym z ostatnich numerów „Zetu” Braun opublikował manifest polityczny pt. Polska – imperium Boga, wymierzony przeciw ZSRR i Trzeciej Rzeszy jako świeckim reżimom totalitarnym.
W 1936 zainicjował utworzenie porozumienia prasowego pod nazwą Komitet Prasy Młodych (KPM), do którego ścisłego komitetu wykonawczego weszli Jan Hoppe (redaktor „Jutra Pracy”), Włodzimierz Bączkowski (redaktor polityczny „Myśli Polskiej”), Julian Babiński (współredagujący z Braunem oskarżany o sympatie nazistowskie tygodnik „Merkuryusz Polski Ordynaryjny”) oraz redaktorzy trzech tytułów związanych z nielegalnym ugrupowaniem faszystowskim Obóz Narodowo-Radykalny ABC: Wojciech Zaleski („ABC”), Jan Korolec („Nowy Ład”) i Stanisław Piasecki („Prosto z Mostu”). Z Komitetem Prasy Młodych współpracowały również „Bunt Młodych” (od 1937 „Polityka”) Jerzego Giedroycia, „Słowo” Stanisława Cata-Mackiewicza, „Dziennik Poznański”, „Pro Christo” księży marianów i pisma falangistowskie.
W 1938 założył z monarchistą Kazimierzem M. Morawskim i byłym piłsudczykiem Wacławem Budzyńskim z ramienia KPM Agencję Antymasońską, która wydawała „Biuletyn Antymasoński” tropiąc powiązania polityków i księży z lożami masońskimi . W rezultacie Braun stał się obiektem zainteresowania służb bezpieczeństwa wewnętrznego, a prezydent Sosnowca Józef Kaczkowski wytoczył mu proces. Wspólna kampania KPM i Agencji Antymasońskiej, której punktem kulminacyjnym były „dni antymasońskie” w listopadzie 1938, doprowadziła do rozwiązania zrzeszeń wolnomularskich w Polsce dekretem prezydenta Ignacego Mościckiego z 22 listopada 1938, mimo to Braun kontynuował walkę propagandową z domniemanymi sekretnymi wpływami masońskimi i żydowskimi w myśl założeń wrońskizmu. W 1938 nawiązał również – być może za pośrednictwem Bączkowskiego – kontakt z białą emigracją rosyjską oraz organizacją „Prometeusz”, której celem było rozbicie ZSRR poprzez inspirowanie separatystycznych dążeń narodowych.
W czasie II wojny światowej stanął na czele utworzonej przez siebie w początkach 1940 na bazie środowisk skupionych wokół KPM katolickiej organizacji polityczno-wojskowej Unia, do której członków należeli Stefan Kieniewicz, Zofia Kossak i Karol Wojtyła. Założył i redagował pismo „Kultura Jutra”.
Na przełomie lat 1941/1942 otrzymał w Warszawie od prezesa Rady Głównej Opiekuńczej Adama Ronikiera propozycję przeprowadzenia przez „Unię” antykomunistycznej akcji politycznej na terenach podbitych przez III Rzeszę w ZSRR na mocy koncesji udzielonej RGO przez niemieckie władze Generalnego Gubernatorstwa. Z powodu niedostatecznych możliwości kadrowych oferty tej nie przyjął. 
Po połączeniu Unii ze Stronnictwem Pracy (SP) 13 lutego 1943 Braun wszedł do Zarządu Głównego SP i był jednym z trzech przedstawicieli partii w utworzonej w marcu 1944 Radzie Jedności Narodowej (RJN). Oblicze ideowe SP zostało w tym okresie zdominowane przez unionistów, co spowodowało zwrot partii w kierunku klerykalno-prawicowym wbrew stanowisku jej emigracyjnego prezesa Karola Popiela i środowiska Narodowej Partii Robotniczej oraz zbliżenie z Episkopatem Polski.
Braun wziął udział w powstaniu warszawskim. Został mianowany przez kierownika Departamentu Informacji i Prasy Stanisława Kauzika szefem Inspektoratu Propagandy AK na obszarze Śródmieścia. Spędził dwa tygodnie w obrębie „republiki unijnej” na Powiślu, gdzie do 3 września dowodził związany z Unią twórca Zgrupowania „Krybar” kpt. Cyprian Odorkiewicz, a delegatem rejonowym był inny unionista Konrad Sieniewicz. Braun współtworzył z Zofią Kossak i Janem Brzechwą „Barykadę Powiśla”, wygłaszał przemówienia i pisał do „Kuriera Stołecznego”, organu SP.
W marcu 1945 po aresztowaniu przywódców Polskiego Państwa Podziemnego objął na zasadzie rotacji z ramienia SP stanowisko przewodniczącego RJN. W tej roli przejął po rezygnacji Stefana Korbońskiego 27 czerwca 1945 obowiązki Delegata Rządu na Kraj, sprawując je krótko do rozwiązania się RJN i Delegatury 30 czerwca 1945. Opracował ogłoszony 6 lipca 1945 i antydatowany na 1 lipca Manifest do Narodu Polskiego i Narodów Zjednoczonych i zawarty w nim Testament Polski Walczącej.
Po wojnie działał nadal w SP. We wrześniu 1946 został redaktorem naczelnym katolickiego „Tygodnika Warszawskiego”, organu prasowego Warszawskiej Kurii Metropolitalnej wydawanego przez Katolickie Towarzystwo Wydawnicze „Rodzina Polska”, po objęciu kierownictwa KTW „RP” przez ks. Zygmunta Kaczyńskiego, który powierzył „Tygodnik” unionistom. Pismo prezentowało właściwą „Unii” radykalną wersję nauki społecznej Kościoła jako alternatywę dla marksizmu. Według źródeł Ministerstwa Bezpieczeństwa Publicznego, które nakazało rozpracowanie środowiska „Tygodnika” pod kryptonimem „Haga”, Braun cieszył się „pełnym zaufaniem i poparciem” prymasa Augusta Hlonda. W 1948 ukończył studia filozoficzne na Katolickim Uniwersytecie Lubelskim.
Aresztowany w Zakopanem 11 grudnia 1948 na podstawie listu gończego po zamknięciu przez władze stalinowskie redakcji „Tygodnika Warszawskiego”, do 1951 przesłuchiwany i do 1956 więziony za działalność polityczną. Poddany licznym szykanom i torturom, stracił oko i wszystkie zęby. Skazany na dożywocie (prokurator żądał kary śmierci), zwolniony w ramach amnestii. Od początków 1961 do kwietnia 1963 wraz z innymi unionistami – bratem Juliuszem, Kazimierzem Studentowiczem, Zygmuntem Kopankiewiczem i Władysławem Siłą-Nowickim – zasiadał w zarządzie Klubu Inteligencji Katolickiej, z którego ustąpił po konflikcie z Jerzym Zawieyskim.
Przez ostatnie dziesięć lat życia mieszkał we Włoszech. W sierpniu 1962 otrzymał zaproszenie do udziału w II soborze watykańskim w charakterze obserwatora. Zgodę na wyjazd uzyskał na początku 1965 po rozmowie z członkiem Biura Politycznego KC PZPR Zenonem Kliszką za cenę współpracy ze Służbą Bezpieczeństwa, którą kontynuował do 1971. Dotarł do Rzymu z prymasem Stefanem Wyszyńskim 7 maja 1965, a 19 maja został przyjęty wraz z Hoppem, Sieniewiczem i Popielem przez papieża Pawła VI. W czerwcu 1965 był w Szwajcarii, gdzie spotkał się z byłym unionistą i profesorem Uniwersytetu we Fryburgu Constantinem Régameyem i za jego pośrednictwem z Jacquesem-Albertem Cuttatem, ambasadorem Szwajcarii w Indiach i pionierem porozumienia chrześcijaństwa z hinduizmem, a następnie w Belgii, gdzie rozmawiał z prymasem Léonem-Josephem Suenensem. Uczestniczył w IV sesji II soboru watykańskiego jako ekspert od ekumenizmu, usiłował poprzez liczne memoriały i wystąpienia wywrzeć pożądany wpływ na kierunek obrad, do czego niechętnie odniósł się Wyszyński. Relacje Brauna z Wyszyńskim uległy w Watykanie pogorszeniu, prymas zabronił Braunowi wizyt w Sekretariacie Stanu i wycofał poparcie dla jego działalności, a pisarz skrytykował go za antyinteligencki zwrot w kierunku religijności masowej w związku z obchodami milenijnymi w Polsce. Od 1967 Braun współpracował regularnie z Radiem Watykańskim.
Po zakończeniu soboru spędził początek 1966 w Kanadzie u rodziny, po czym odbył cykl spotkań i wykładów w Stanach Zjednoczonych (m.in. Chicago, Detroit, Nowy Jork, Uniwersytet Harwarda). W 1967 podczas wizyty z prelekcjami w Londynie uzgodnił publikację swoich prac w wydawnictwie Odnowa Jerzego Kulczyckiego. Jego liczne podróże, połączone z odczytami na temat kultury polskiej i jej wpływu na filozofię Europy, objęły oprócz wspomnianych krajów także Francję, Hiszpanię i Portugalię.
Zmarł w Rzymie. Staraniem rodziny jego prochy powróciły do Polski. Został pochowany na Cmentarzu Powązkowskim w Warszawie kw. 170-III-2, blisko Alei Zasłużonych. Życie i twórczość Jerzego Brauna została opisana przez Eugeniusza Żuka w książce Muza Poezji w Celi Jerzego Brauna.
W 2000 został patronem Gimnazjum nr 4 w Tarnowie. Był także patronem Gimnazjum nr 1 w Dąbrowie Tarnowskiej.
11 listopada 2006 pośmiertnie odznaczony Krzyżem Komandorskim Orderu Odrodzenia Polski.

## Kwestia współpracy z organami bezpieczeństwa Polski Ludowej
Jerzy Braun od 1964 za zgodą władz PRL przebywał na stałe w Rzymie. Tajne służby PRL traktowały go jako kontakt operacyjny. Rekomendacja do podjęcia z nim „dialogu” w Rzymie przyszła z Departamentu IV. Wywiad podtrzymywał ten kontakt do 1971 roku, liczył na znajomości Brauna w środowiskach watykańskich, Kościoła polskiego, emigracji i działaczy katolickich. Współpraca Jerzego Brauna nigdy nie została sformalizowana, jej efekty były zaś, jak się wydaje w świetle zachowanych materiałów, dalekie od oczekiwań bezpieki. MSW nadało mu kryptonim „Opium”; przez sześć lat „Opium” miał pobrać, nie licząc „upominków”, 422 880 lirów włoskich wynagrodzenia (wedle ówczesnego kursu było to ok. 700 dolarów). W aktach zachowało się kilka odręcznych pokwitowań odbioru pieniędzy. Brak jednak dowodu, iż Jerzy Braun wiedział, że są to pieniądze z funduszu SB; możliwe, iż traktował je jako dofinansowanie swojej działalności odczytowej i wydawniczej.

## Twórczość
Zbiory wierszy
- Europa – dramat (1930), ISBN 83-919911-4-8.
- Najazd Centaurów (1922)
- Oceaniada (1923)
- Dywan rozkwitający (1924)
- Ziemia i niebo (1930)
- Tancerz otchłani (1933)
- Epitafium (1934)
- Ballada o Warszawie (1943)
- Patos przemijania (1959)
- Prometej – Adam (1967)
- Moja Matka (1969)
- Rytmy włoskie (1974)
- Oddech planety (1977)

Powieści
- Kiedy księżyc umiera – powieść fantastyczna (1925)
- Hotel na plaży – powieść fantastyczna (1926)
- Cień Parakleta – powieść (1930)

Dramaty
- Europa (1930)
- Rewolucja (1931)

Scenariusze filmowe
- Huragan (1928)
- Pod banderą miłości (1929)
- Mocny człowiek (1929)
- Halka (1930)

Publicystyka
- Kultura jutra, czyli Nowe Oświecenie – wybór publicystyki z lat 1932–1948, ISBN 83-88747-20-7.
- Zagadka dziejowa Polski – eseje literackie